# Janine Mathias
Janine Mathias (Brasília, 24 de maio de 1985), é uma cantora, compositora, atriz e empreendedora cultural brasileira. 

## Início
Janine nasceu em Taguatinga, Distrito Federal. Filha de sambista, começou a cantar em igrejas evangélicas e decidiu seguir carreira musical influenciada por familiares ligados a religiões de matriz africana.

## Carreira
Em 2009, iniciou sua carreira profissional como cantora e compositora, gravando um refrão de RAP pela produtora Track Cheio.
Em 2012, lançou seu primeiro EP, "Eu Quero Mergulhar", que reflete as influências musicais de sua infância. Em 2013, Janine se apresentou ao lado de uma de suas maiores inspirações, a cantora Elza Soares.
Em 2014, lançou o projeto itinerante "Samba da Nega", celebrando suas raízes e mantendo a tradição do samba viva no sul do Brasil.
Em 2018, lançou seu primeiro álbum solo, Dendê, com músicas autorais e canções de outros artistas renomados. O álbum combina rap, samba e elementos eletrônicos e conta com a colaboração do rapper Rincon Sapiência.
Em 2023, lançou uma edição comemorativa em vinil do álbum Dendê, com tiragem limitada. Em 2024, iniciou sua primeira turnê internacional com shows em Portugal e lançou a faixa "Barracão é seu" em parceria com o rapper Criolo.

## Vida pessoal
Em 2012, foi diagnosticada com doença celíaca, o que exigiu mudanças em sua dieta e estilo de vida. Em 2020, enfrentou uma grave crise de saúde devido a uma contaminação cruzada durante a pandemia de Covid-19. Em 2021, deu à luz seu primeiro filho.

## Discografia

### EPs
- Eu Quero Mergulhar (2012)

### Álbuns
- Dendê (2018)[9]

| Ano  | Título             | Álbum              |
| ---- | ------------------ | ------------------ |
| 2012 | Eu Quero Mergulhar | Eu quero Mergulhar |
| 2012 | No Flow            | Eu quero Mergulhar |
| 2012 | Posso lhe Dizer    | Eu quero Mergulhar |
| 2013 | Me Fez Canção      | Me Fez Canção      |
| 2015 | Muita Areia        | Muita Areia        |
| 2018 | Pérola Negra       | Dendê              |
| 2018 | Dendê              | Dendê              |
| 2018 | Bom Dia            | Dendê              |
| 2018 | Rumores            | Dendê              |
| 2020 | Odoyá              | Odoyá              |
| 2021 | Inês Rainha        | Inês Rainha        |
| 2022 | Me Enfeita         | Me Enfeita         |
| 2024 | Me Ilumina         | O RAP do meu Samba |
| 2024 | Barracão é Seu     | O RAP do meu Samba |
| 2024 | A Bahia Virá       | O RAP do meu Samba |